# Neomariania
Neomariania là một chi bướm đêm thuộc họ Cosmopterigidae.